# Stolthet och fördom
För andra betydelser, se Stolthet och fördom (olika betydelser).

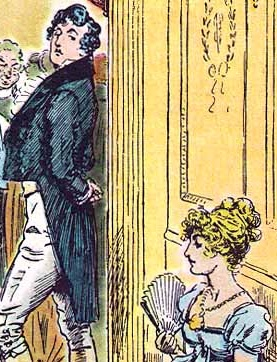
Illustration av scen i tredje kapitlet av C.E. Brock för 1895 års utgåva.

Stolthet och fördom (originaltitel: Pride and Prejudice) är en roman av Jane Austen, dock först publicerad under pseudonymen "A lady" (svenska: En dam). Stolthet och fördom publicerades första gången 1813 men skrevs redan 1796–1797. Från början var det tänkt att romanen skulle kallas First Impressions (svenska: Första intryck), men den lyckades aldrig bli publicerad under det namnet.

## Handling
Romanen utspelar sig till största delen på landet i grevskapet Hertfordshire i södra England och följer den unga Elizabeth Bennets tidiga vuxenår. Elizabeth är näst äldst i en syskonskara av fem döttrar som växer upp på egendomen Longbourn. Hennes mor, Mrs Bennet, har som enda mål i livet att hennes döttrar ska bli gifta med (fina) rika män, detta på grund av att Longbourn är ett fideikommiss som endast kan ärvas på svärdslinjen. När Mr. Bennet dör kommer därför egendomen att övergå till hans kusin, Mr. Collins, och döttrarna blir arvlösa efter fadern. Därför blir Mrs Bennet mycket glad när hon får höra att just en sådan fin, rik man ska flytta in i det närliggande godset Netherfield. Denne man är Mr Charles Bingley som planerar att bosätta sig för ett tag på Netherfield tillsammans med sina två systrar Miss Caroline Bingley och Mrs Hurst samt Mrs Hursts make Mr Hurst.
Strax efter att Mr Bingley flyttat in på Netherfield besöker han och hans sällskap, som nu även inkluderar hans nära vän Mr Fitzwilliam Darcy, en bal i byn Meryton. Först är alla intresserade av den stilige Mr Darcy vars inkomst är så mycket som £10 000 per år, men snart har hans högfärdiga, stolta sätt fått alla bybor att ogilla honom. Elizabeth råkar dessutom höra hur Mr Darcy säger till Mr Bingley att han inte vill dansa med Elizabeth eftersom han inte anser att hon är vacker nog för honom. Mr Bingley däremot är mycket trevlig och dansar med många av byns unga damer, extra många danser tar han med Jane Bennet som han har fattat tycke för.

Senare bjuder Mr Bingleys systrar Jane att besöka dem på Netherfield en kväll, men då Jane blir sjuk blir hon tvungen att stanna ett längre tag. Elizabeth besöker henne och under denna tid börjar Mr Darcy fatta tycke för henne, även om han inget visar, samtidigt som Caroline Bingley börjar ogilla henne just för att Mr Darcy gillar henne, något hon inte försöker dölja.
På Longbourn får man ett tag efter balen besök av Mr Collins, en kusin till döttrarna och den som ska få ärva Longbourn en dag. Mr Collins beundrar sin beskyddarinna Lady Catherine de Bourgh mycket och nämner henne ofta, dessutom har han av henne fått rådet att han bör gifta sig. Han ämnar därför fria till en av sina kusiner. Han planerar först att gifta sig med Jane, men då han får höra talas om att hon uppvaktas av Mr Bingley, ändrar han sig och väljer att istället fria till Elizabeth. Elizabeth, som inte har mycket till över för Mr Collins, avböjer, något som hennes moder inte är förtjust i. Mrs Bennet försöker få Elizabeth att ändra sig, men med stöd från Mr Bennet slipper hon gifta sig. Samtidigt träffar Elizabeth Mr Wickham, en mycket trevlig officer som är gammal bekant med Mr Darcy då hans far arbetade för Mr Darcys far. Mr Wickham berättar för Elizabeth om att Mr Darcy behandlat honom illa och Elizabeths fördomar om Mr Darcy växer.
Efter att Elizabeth avböjt hans frieri gifter sig Mr Collins med Elizabeths nära väninna Charlotte Lucas. Elizabeth finner det obegripligt att hennes väninna vill ha Mr Collins, men hon bestämmer sig för att besöka paret. Under tiden som Elizabeth stannar hos paret Collins besöker Mr Darcy sin släkting Lady Catherine de Bourgh, Mr Collins beskydderska, på godset Rosings. Detta resulterar i att Elizabeth och Mr Darcy dag efter dag hamnar i varandras sällskap. Mr Darcys känslor för Elizabeth växer och tvingar honom slutligen att erkänna att han älskar henne och vill gifta sig med henne, trots att han inte finner hennes familj vara den bästa. Elizabeth, som just fått vetskap om att Mr Darcy fått Mr Bingley att sluta uppvakta Jane på grund av deras familj och som fortfarande har fördomar mot Mr Darcy efter Mr Wickhams berättelser, ger honom ett obarmhärtigt avslag där hon deklarerar att han är den sista mannen på jorden hon skulle kunna tänka sig att gifta sig med. 
Dagen därefter möter hon Mr Darcy på en av sina promenader. Han ger då henne ett brev innan han reser sin väg. I brevet förklarar Mr Darcy varför han avrådde Mr Bingley från att gifta sig med Jane samt hur det verkligen stod till mellan honom och Mr Wickham. Detta brev får Elizabeth att se Mr Darcy i ett helt nytt ljus och hon tvingas inse att hennes första intryck och fördomar inte var korrekta.
Senare är Elizabeth på semester med sin moster och morbror, familjen Gardiner, och de övertalar henne att följa med på ett besök på Pemberley, Mr Darcys gods. Elizabeth går med på att besöka Pemberley endast på grund av att Mr Darcy för stunden var bortrest. Hon blir därför chockad när hon stöter ihop med honom på rundturen av ägorna. Mr Darcy behandlar henne mycket vänligare och varmare än tidigare, och det artiga sättet han behandlar hennes morbror och moster på får henne att inse att trots den stolta utsidan är han en vänlig och generös man. Hennes nya bild av Mr Darcy stärks ytterligare då hon får möta hans yngre syster, Georgiana.
Elizabeth får dock dåliga nyheter hemifrån, hennes yngsta syster, envisa Lydia, har rymt iväg med Mr Wickham. När Mr Darcy får höra om detta från Elizabeth åker han själv iväg för att ordna upp problemen, utan att berätta för Elizabeth. Elizabeth själv får reda på hans inblandning i det hela från Lydia, som egentligen inte fått nämna något, och det hela konfirmeras senare av Mrs Gardiner. Elizabeth börjar nu ångra att hon avböjt Mr Darcys frieri, då hon insett att han inte är en så hemsk man som hon först trodde.
Lady Catherine de Bourgh, Mr Darcys släkting, har fått höra talas om Mr Darcys känslor för Elizabeth och gör därför en resa till Longbourn för att få tala med Elizabeth. Då Lady Catherine vill att Mr Darcy ska gifta sig med hennes dotter, Anne de Bourgh, så försöker hon få Elizabeth att lova att hon inte ska gifta sig med Mr Darcy. Elizabeth vägrar att lova något sådant, vilket gör att Mr Darcy som senare får höra om hela konversationen får hopp om att Elizabeth skulle säga ja om han åter friade till henne. Efter att ha sett till att Janes och Mr Bingleys relation återupptas friar Mr Darcy till Elizabeth och hon säger ja. Romanen avslutas med två bröllop, ett mellan Jane och Mr Bingley och ett mellan Elizabeth och Mr Darcy.

## Huvudkaraktärer
- Elizabeth (Lizzy, Eliza) Bennet är den kvinnliga protagonisten i Stolthet och fördom och det är kring hennes relation med Mr Darcy som romanen kretsar. Hon är den näst äldsta av de fem döttrarna i familjen Bennet. Hon är intelligent, frispråkig och vacker (dock enligt modern inte lika vacker som Jane) och då romanen börjar är hon 20 år gammal. Hon får vid sitt första möte med Mr Darcy ett mycket dåligt intryck av honom, hon anser honom vara snobbig och högfärdig. Allteftersom berättelsen fortlöper ändras hennes känslor gentemot Mr Darcy när hon är redo att göra sig av med sina fördomar och han sin stolthet.

- Fitzwilliam Darcy är den manliga huvudpersonen i romanen. Han är 28 år gammal och en intelligent, rik och stilig man. Främlingar uppfattar honom ofta, även Elizabeth först, som för stolt och snobbig, medan han egentligen är väldigt vänlig och generös till naturen. Han finner först Elizabeth ovärdig honom på grund av deras olika klasstillhörighet, men han inser snart att han har starka känslor för henne. Vid hans första frieri avböjer hon då hon fortfarande har starka fördomar gentemot honom, men vid hans andra frieri har hon lagt undan sina fördomar och han sin stolthet och hon säger ja.

- Mr. Bennet, en medelålders, torr och sarkastisk patriark i familjen Bennet på Longbourn. Har fem ogifta döttrar och en påfrestande hustru.

- Mrs. Bennet, en medelålders, hypokondrisk och nervig kvinna med stora ambitioner, hustru till Mr. Bennet och mor till deras fem döttrar.

- Jane Bennet är äldst av systrarna Bennet med sina 22 år och även ansedd som den vackraste. Hon är väldigt vänlig och timid till naturen och tror aldrig något ont om någon. Det och att hon dessutom är blyg av sig gör det svårt att veta hur djupa hennes känslor är för Mr Bingley, vilket får Mr Darcy att avråda Mr Bingley om att gifta sig med henne. Missförstånden reds dock ut mot slutet och Jane gifter sig med Mr Bingley.

- Mary Bennet är mellansyster och den enda av systrarna som inte anses vacker, hon odlar istället sitt intellekt och sitt pianospel, dock utan större framgång. Hon liksom Kitty hamnar i skymundan i både berättelsen och i familjen. Dock delar hon gärna ut moralkakor till övriga familjemedlemmar, till deras förtret.

- Catherine "Kitty" Bennet, den fjärde dottern Bennet, 17 år gammal. Kitty är, trots att hon är två år äldre än Lydia, dennas trogna följeslagerska och står nästan helt och hållet under hennes inflytande.

- Lydia Bennet, den yngsta av systrarna Bennet, är 15 år när boken inleds. Lydia är moderns favoritbarn och har mycket på grund av detta utvecklats till att vara mycket fåfäng och egocentrisk.

- Charles Bingley är trots deras olikheter, Mr. Darcys närmaste vän. Mr. Bingley är mycket social och vänlig, även mot dem som anses vara under hans klass. Han visar tidigt att han gillar Jane och börjar uppvakta henne efter att de möts på balen i Meryton.

- Caroline Bingley är en av mr Bingleys systrar och värdinna i hans hushåll som ungkarl. Miss Bingley söker till en början Janes vänskap när familjen kommer till Hertfordshire, men agerar senare tillsammans med mr Darcy för att skilja Bingley och Jane åt.

- George Wickham kommer till Hertfordshire för att bli officer i det regemente som är förlagt till Meryton under vintern. Med stor personlig charm gör han ett starkt intryck på kvinnorna i trakten. Han har dock ett förflutet som de inte känner till, med koppling till mr Darcy och hans familj.

- Mr. William Collins, präst och avlägsen släkting till Mr. Bennets samt den som kommer att ärva hans egendom. Mr. Collins är 25 år i bokens början.

- Lady Catherine de Bourgh, Mr Darcys moster, är en sann grande dame i Hunsford i Kent. Hon anser sig själv ha stort inflytande över mr Darcy och har också sedan hans barndom planerat hans giftermål med hennes dotter Anne.

- Mr. Edward och Mrs. M Gardiner. Edward Gardiner är Mrs. Bennets bror och en framgångsrik affärsman. Mrs. Gardiner är förfinad, elegant och står Jane och Elizabeth nära.

- Georgiana Darcy är Mr Darcys syster. Georgiana bor med sin bror på Pemberley, hon är 16 år och älskar att sjunga och spela musik. När hon var femton år försökte Mr Wickham rymma med henne och gifta sig, men hennes bror lyckades stoppa planerna. Georgiana tycker mycket om Elizabeth och hon märker att hennes bror är mycket förtjust i henne.

- Charlotte Lucas är en nära granne till familjen Bennet och Lizzys nära vän.[4]

- Överste Fitzwilliam, en ung släkting till Lady Catherine de Bourgh och Lady Anne Darcy, samt kusin till Anne de Bourgh och syskonen Darcy, Fitzwilliam och Georgiana.[4] Han är cirka 30 år när boken börjar.

## Översättningar
Första svenska översättningen gjordes av Carl Axel Ringenson 1920, men den fick ingen stor spridning. Gösta Olzon översatte sedan romanen och denna version gavs ut 1946 i klassikerserien "Forum-biblioteket". 
2011 gavs Gun-Britt Sundströms nyöversättning av Stolthet och fördom ut. Denna översättning belönades med priset för Årets översättning 2011.

## Bearbetningar och versioner

### Filmatiseringar i urval
- 1940 – En man för Elizabeth, film med Greer Garson som Elizabeth Bennet och Laurence Olivier som Mr. Darcy
- 1952 – Pride and Prejudice, miniserie med Daphne Slater som Elizabeth Bennet och Peter Cushing som Mr. Darcy
- 1967 – Pride and Prejudice, miniserie av BBC med Celia Bannerman som Elizabeth Bennet och Lewis Fiander som Mr. Darcy
- 1980 – Stolthet och fördom, miniserie med Elizabeth Garvie som Elizabeth Bennet och David Rintoul som Mr. Darcy
- 1995 – Stolthet och fördom, tv-serie av BBC med Jennifer Ehle som Elizabeth Bennet och Colin Firth som Mr. Darcy
- 2005 – Stolthet och fördom, film med Keira Knightley som Elizabeth[5]

### Versioner avStolthet och fördom
Många har skrivit sentida fortsättningar på den populära romanen, till exempel Pemberley av Emma Tennant (1996) och Derbyshire: en fortsättning på Jane Austens Stolthet och fördom av Marie Nohrstedt (2006).
En nutida variant av Stolthet och fördom är Bridget Jones dagbok av Helen Fielding. Liksom förlagan innehåller även Fieldings roman en rik, stolt Mr Darcy som även han är trevligare än vad hans förstaintryck tyder på. En irriterande moder finns där också och en oärlig man som inte alls är lika trevlig som han först verkade. I romanen är det fullt av anspelningar till Stolthet och fördom, bland annat tillhör tv-serien huvudpersonens favoriter. Uppföljaren till Bridget Jones dagbok är baserad på en annan Jane Austen-roman, Övertalning. I filmatiseringarna av Bridget Jones-böckerna spelas Mr Darcy av Colin Firth som även spelade Mr Darcy i BBC:s version från 1995 av Stolthet och fördom.